# He named me Malala
He named me Malala este un film documentar american din 2015 regizat de Davis Guggenheim. Filmul o prezintă pe tânăra activistă pakistaneză și laureată a Premiului Nobel pentru Pace Malala Yousafzai, care a pledat pentru drepturile fetelor, în special dreptul la educație, încă de când era foarte mică. Filmul povestește, de asemenea, cum a supraviețuit Malala atacului îndreptat asupra ei și cum și-a intensificat lupta pentru drepturile fetelor după ce a fost urmărită și împușcată de un bărbat taliban. Titlul filmului se referă la eroina populară afgană Malalai din Maiwand, după care a botezat-o tatăl ei, Ziauddin Yousafzai.

## Lansare
Filmul a fost produs de Walter F. Parkes și Laurie MacDonald pentru compania Imagenation Abu Dhabi FZ împreună cu Participant Media.
Fox Searchlight Pictures a achiziționat drepturile americane pentru acest film pe 31 martie 2015, în timp ce Studio Canal a lansat filmul în Franța.
Filmul a avut premiera la Festivalul de Film de la Telluride pe 4 septembrie 2015 și fost lansat în cinematografele din Statele Unite pe 2 octombrie. Pe 18 iunie 2015, National Geographic a anunțat că a achiziționat drepturile de difuzare a filmului și că îl va difuza în 171 de țări în 45 de limbi. În Pakistan, Geo News a difuzat filmul, care a fost dublat în limba urdu de către familia Malalei.
He Named Me Malala a fost lansat pe DVD pe 15 decembrie 2015.

## Coloana sonoră
Coloana sonoră oficială a filmului, cu partitura originală compusă de Thomas Newman, a fost lansată digital pe 2 octombrie 2015 și fizic pe 30 octombrie 2015 de casa de discuri Sony Classical Records. Alte piese, care nu au fost incluse pe coloana sonoră oficială, au fost: „Happiness” (tradițional), interpretată de elevi ai Școlii Gimnaziale Kisaruni în 2014, „I Am Many”, scrisă de Alicia Keys și Thomas Newman și „Story to Tell",  tot de Alicia Keys.

## Receptare
He Named Me Malala a debutat în cinematografe în Statele Unite pe 2 octombrie 2015 și a înregistrat încasări de 60.884 USD în weekendul premierei, ocupând locul 43 în box office-ul Statelor Unite. Săptămâna următoare, filmul s-a extins de la 4 la 446 de ecrane, câștigând aproximativ 685.000 de dolari. Începând cu 25 octombrie 2015, încasările totale ale filmului au ajuns la 1.978.146 USD. Pe plan internațional, filmul a fost lansat pe 22 octombrie în Germania, unde a avut încasări de 29.880 USD pe 71 de ecrane și s-a clasat pe locul 25. O zi mai târziu a fost lansat în Austria, unde a debutat cu 4.765 de dolari de la 11 ecrane.
Filmul a primit recenzii mixte sau pozitive din partea criticilor. Pe Rotten Tomatoes, are un rating de 71% pe baza a 110 recenzii, cu un rating mediu de 6,6/10. Potrivit acestui site, filmul pune în lumină un subiect valoros, dar fără atenția și profesionalismul pe care îl merită povestea Malalei. Pe Metacritic, filmul are un scor de 61 din 100, bazat pe 25 de critici, indicând „recenzii favorabile în general”.

## Premii și nominalizări
Filmul a primit două nominalizări la Women's Image Network Awards, inclusiv pentru cel mai bun documentar și cel mai bun producător. A fost nominalizat la cea de-a 69-a ediție a Premiilor BAFTA la categoria cel mai bun documentar, unde a pierdut în fața documentarului Amy.
Pe 1 decembrie 2015, He Named Me Malala a fost selecționat împreună cu alte paisprezece documentare înscrise la cea de-a 88-a ediție a Premiilor Oscar la categoria Cel mai bun film documentar, dar fără a fi nominalizat. A fost nominalizat la cea de-a 43-a ediție a premiilor Annie la categoria Cea mai bună producție specială animată.
| PREMIU                              | CATEGORIE                                                                        | PERSOANA NOMINALIZATĂ                               | REZULTAT    | REFERINȚĂ |
| ----------------------------------- | -------------------------------------------------------------------------------- | --------------------------------------------------- | ----------- | --------- |
| Premiile Annie                      | Cea mai bună producție specială animată                                          | Parkes-MacDonald / Little Door                      | Câștigător  | [ 23 ]    |
| Premiile Annie                      | Outstanding Achievement, Production Design in an Animated Feature Production     | Jason Carpenter                                     | Nominalizat | [ 23 ]    |
| Premiile BAFTA                      | Cel mai bun documentar                                                           | Davis Guggenheim, Laurie MacDonald și Walter Parkes | Nominalizat | [ 24 ]    |
| Critics' Choice Awards              | Cel mai bun documentar                                                           | Davis Guggenheim                                    | Nominalizat | [ 25 ]    |
| Golden Trailer Awards               | Cel mai bun documentar                                                           | "Trailer 1"                                         | Câștigător  | [ 26 ]    |
| Primetime Creative Arts Emmy Awards | Cea mai bună regie pentru un program non-ficțiune                                | Davis Guggenheim                                    | Nominalizat | [ 27 ]    |
| Primetime Creative Arts Emmy Awards | Cea mai bună cinematografie pentru un program non-ficțiune                       | Sam Painter                                         | Nominalizat | [ 27 ]    |
| Primetime Creative Arts Emmy Awards | Cea mai bună editare de imagine pentru un program non-ficțiune                   | Greg Finton, Brian Johnson și Brad Fuller           | Nominalizat | [ 27 ]    |
| Primetime Creative Arts Emmy Awards | Outstanding Production Design for a Variety, Nonfiction, Event, or Award Special | He named me Malala                                  | Nominalizat | [ 27 ]    |
| Primetime Creative Arts Emmy Awards | Outstanding Sound Editing for Nonfiction Programming (Single or Multi-Camera)    | He named me Malala                                  | Nominalizat | [ 27 ]    |
| Primetime Creative Arts Emmy Awards | Outstanding Individual Achievement in Animation (Juried)                         | Jason Carpenter                                     | Câștigător  | [ 27 ]    |
| Festivalul de Film de la San Diego  | Premiul Publicului                                                               | He named me Malala                                  | Câștigător  | [ 28 ]    |
| Premiile Satellite                  | Cel mai bun film documentar                                                      | Davis Guggenheim                                    | Nominalizat | [ 29 ]    |